# Palazzo Mori Ubaldini degli Alberti
Palazzo Mori Ubaldini degli Alberti, è un edificio di Firenze, situato in Borgo Santa Croce 17.

## Storia e descrizione

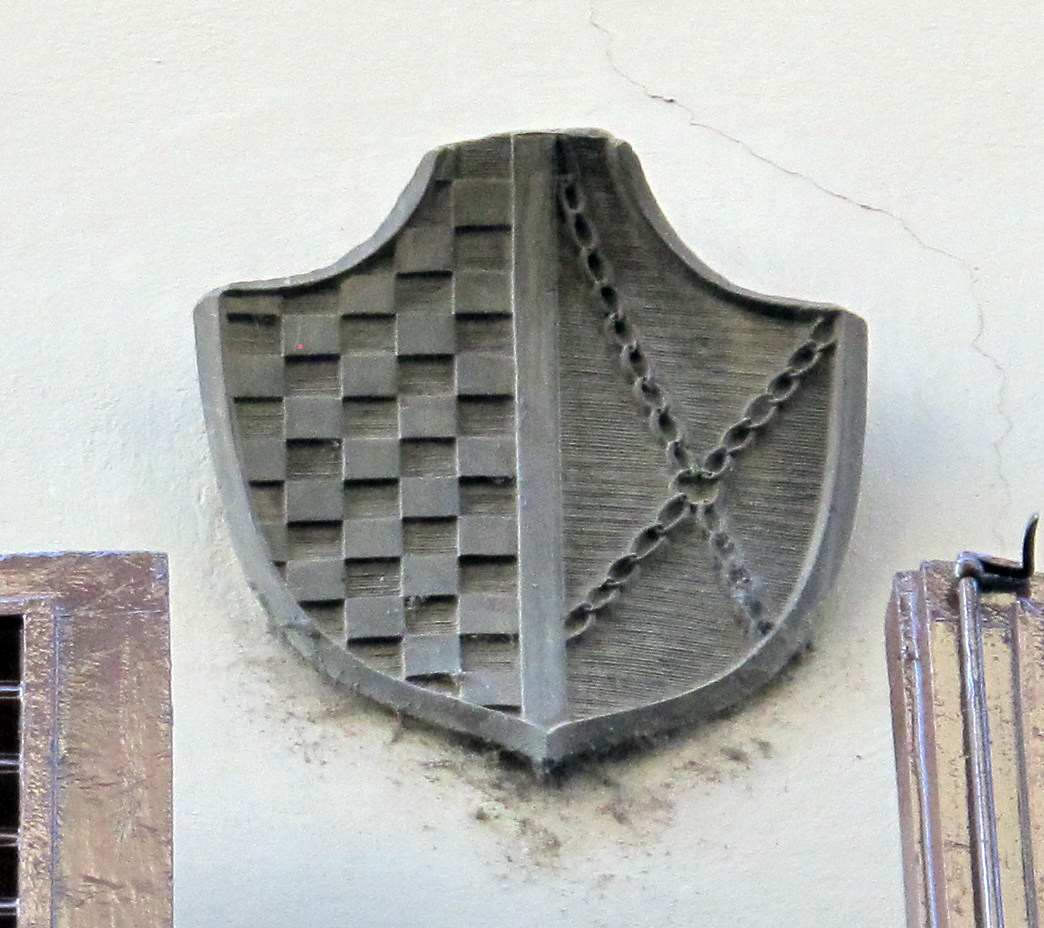
Stemma Mori Ubaldini-Alberti

L'edificio si impone per il carattere monumentale, segnato com'è da bozze a cuscino che si distribuiscono a incorniciare il portone e le molte finestre. Al livello del primo piano, alle estremità della facciata, due piccoli scudi, quello a destra recante l'arme dei Mori Ubaldini (scaccato d'argento e di nero), l'altro con le catene degli Alberti (d'azzurro, a quattro catene d'argento moventi dai quattro angoli dello scudo e riunite in cuore per un anello dello stesso). 
Walther Limburger segnala il cortile come nella maniera di Giuliano da Maiano, riconducendo l'edificio al Quattrocento. All'esterno, tuttavia, pur mantenendo un impianto cinque seicentesco, l'insieme appare significativamente rimaneggiato nell'Ottocento, il che, d'altra parte, ha consentito di mantenere in ottimo stato l'intera proprietà. 
Il palazzo appare nell'elenco redatto nel 1901 dalla Direzione Generale delle Antichità e Belle Arti, quale edificio monumentale da considerare patrimonio artistico nazionale.